# Wey VV5
Der Wey VV5 ist nach dem Wey VV7 das zweite Fahrzeug der zu Great Wall Motor gehörigen chinesischen Automobilmarke Wey.

## Geschichte
Das fünfsitzige Sport Utility Vehicle wurde auf der Shanghai Auto Show im April 2017 als Konzeptfahrzeug W02 vorgestellt und wurde in China ab September 2017 verkauft. In Europa wurde der Wagen erstmals auf der Internationalen Automobil-Ausstellung im September 2017 in Frankfurt am Main vorgestellt, kam dort aber nie in den Handel. Der VV5 teilt sich die Plattform mit dem Wey VV6 und dem Haval H6.

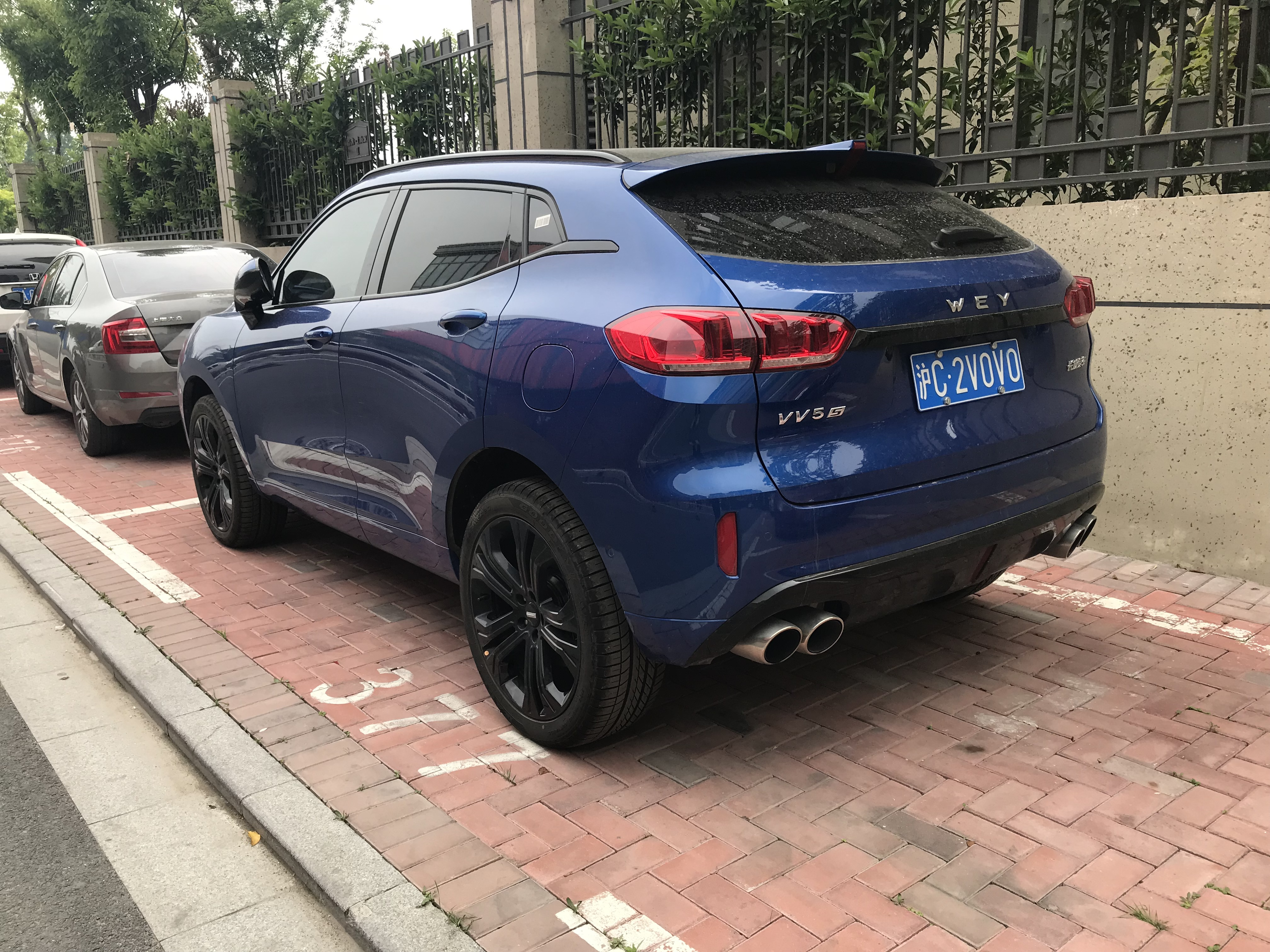
Heckansicht
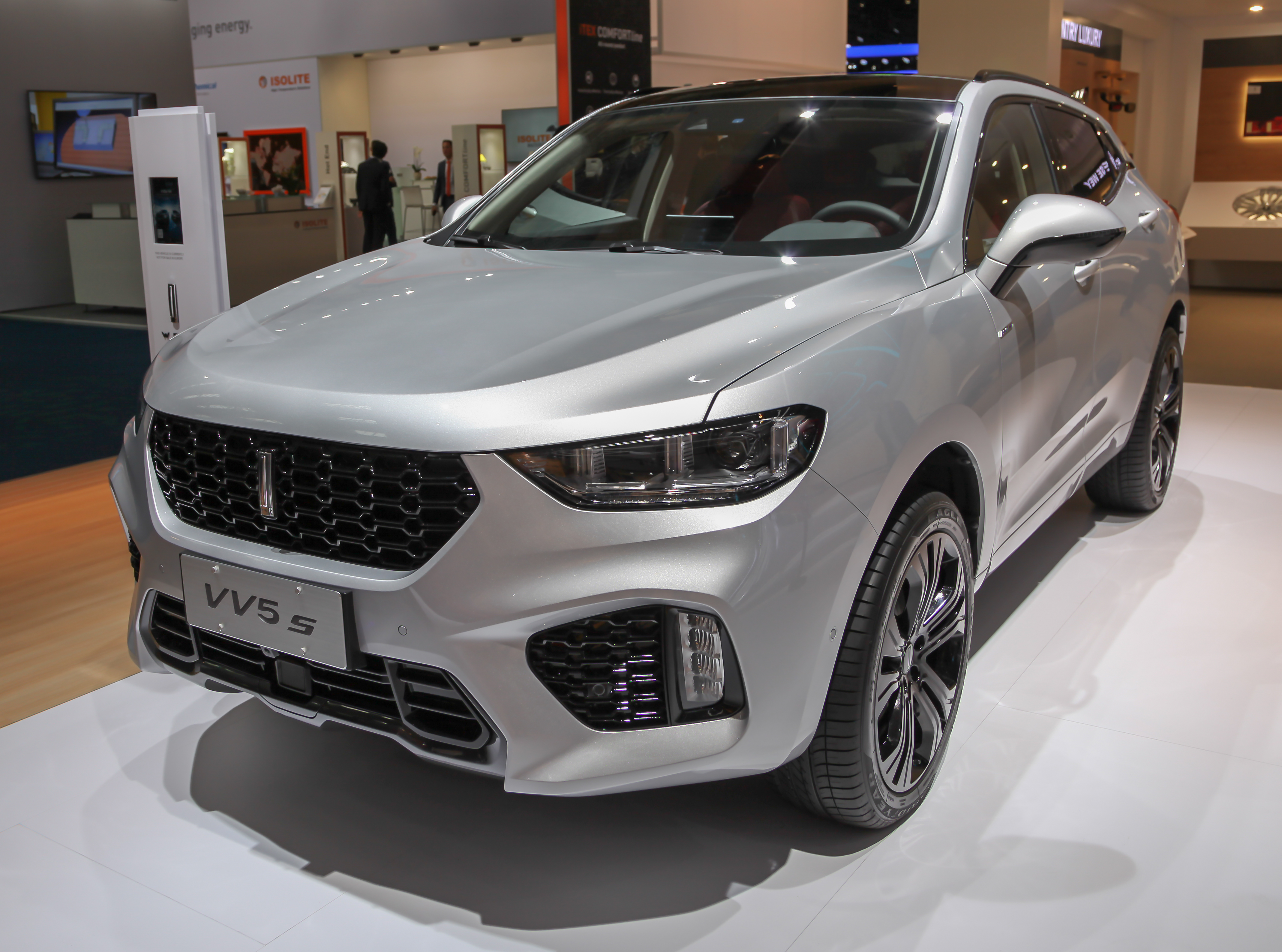
Wey VV5s bei der Premiere auf der IAA 2017
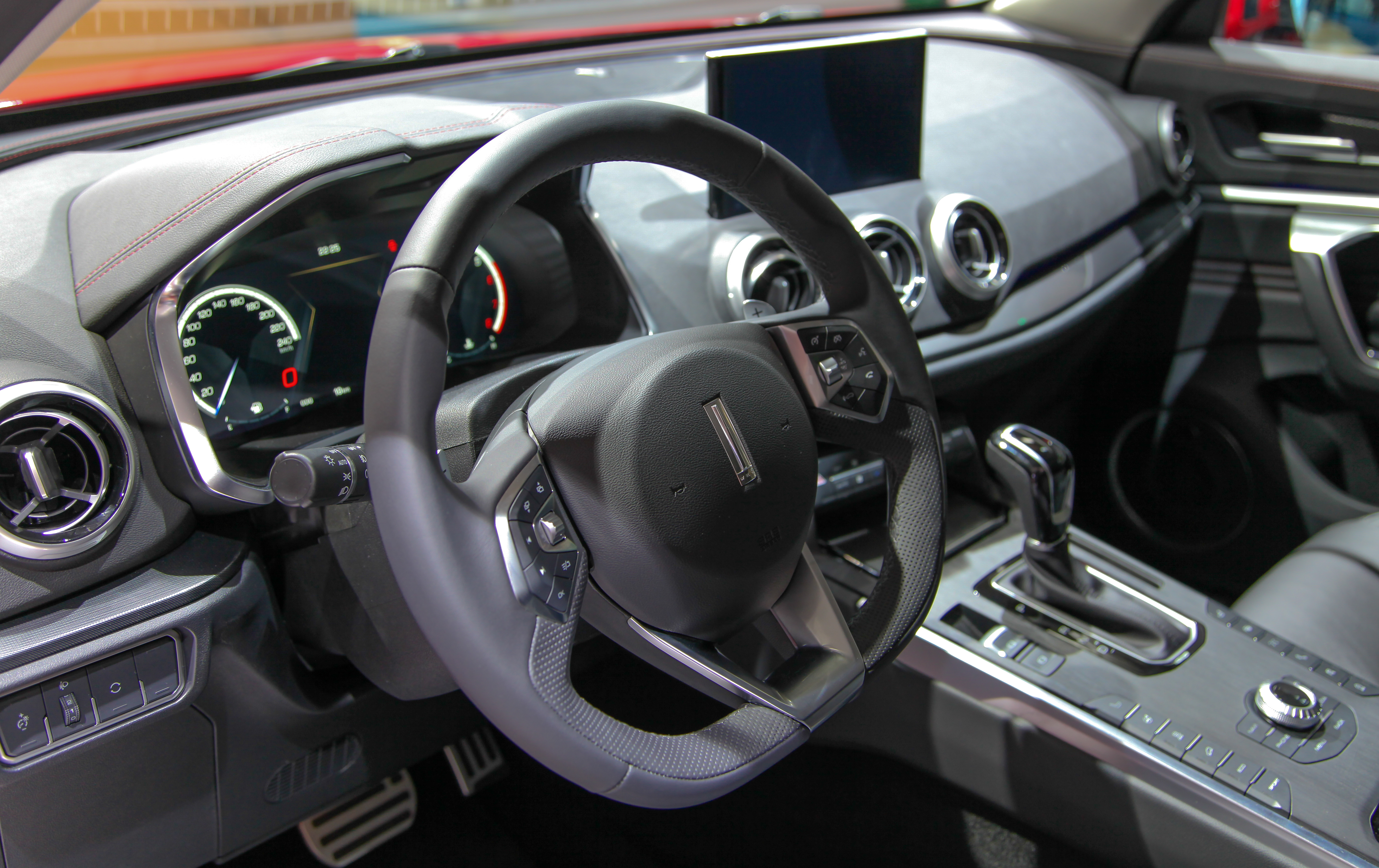
Innenraum

## Technik
Der Fünfsitzer wurde zum Marktstart ausschließlich von einem aufgeladenen Ottomotor des Typs 4C20A mit zwei Litern Hubraum und Direkteinspritzung angetrieben, den Great Wall in abgewandelter Form auch im Haval H9 verwendet. Er leistet 145 kW (197 PS) zwischen 5200 und 5500 Umdrehungen pro Minute, sein maximales Drehmoment von 355 Nm kann er zwischen 2000 und 3200/min abgeben. Serienmäßig ist ein 7-Gang-Doppelkupplungsgetriebe und Allradantrieb. Alle Räder sind einzeln aufgehängt, die vorderen an Querlenkern und MacPherson-Federbeinen, hinten ist eine Raumlenkerachse eingebaut.
Im Mai 2019 folgten zwei weitere Antriebsvarianten, die die Abgasnorm China VI erfüllen.

### Technische Daten
| Kenngrößen                                  | 1.5 T                             | 1.5 T                             | 2.0 T                             | 2.0 T                          | 2.0 T                          |
| Bauzeitraum                                 | 05/2019–10/2019                   | 10/2019–07/2021                   | 09/2017–10/2019                   | 05/2019–10/2019                | 10/2019–07/2021                |
| Motorkenndaten                              |                                   |                                   |                                   |                                |                                |
| Motortyp                                    | R4-Ottomotor                      | R4-Ottomotor                      | R4-Ottomotor                      | R4-Ottomotor                   | R4-Ottomotor                   |
| Motoraufladung                              | Turbolader                        | Turbolader                        | Turbolader                        | Turbolader                     | Turbolader                     |
| Hubraum                                     | 1499 cm³                          | 1499 cm³                          | 1967 cm³                          | 1967 cm³                       | 1967 cm³                       |
| max. Leistung                               | 124 kW (169 PS) bei 5000–5600/min | 126 kW (171 PS) bei 5000–5600/min | 145 kW (197 PS) bei 5200–5500/min | 165 kW (224 PS) bei 5500/min   | 167 kW (227 PS) bei 5500/min   |
| max. Drehmoment                             | 285 Nm bei 1400–3000/min          | 287 Nm bei 1400–3000/min          | 355 Nm bei 2000–3200/min          | 385 Nm bei 1800–3600/min       | 387 Nm bei 1800–3600/min       |
| Kraftübertragung                            |                                   |                                   |                                   |                                |                                |
| Antrieb, serienmäßig                        | Vorderradantrieb                  | Vorderradantrieb                  | Vorderradantrieb                  | Vorderradantrieb               | Vorderradantrieb               |
| Antrieb, optional                           | —                                 | —                                 | (Allradantrieb)                   | (Allradantrieb)                | —                              |
| Getriebe, serienmäßig                       | 7-Gang-Doppelkupplungsgetriebe    | 7-Gang-Doppelkupplungsgetriebe    | 7-Gang-Doppelkupplungsgetriebe    | 7-Gang-Doppelkupplungsgetriebe | 7-Gang-Doppelkupplungsgetriebe |
| Messwerte                                   |                                   |                                   |                                   |                                |                                |
| Höchstgeschwindigkeit                       | 190 km/h                          | 190 km/h                          | 190 km/h                          | 190 km/h                       | 190 km/h                       |
| Beschleunigung, 0–100 km/h                  |                                   | 9,9 s                             | 8,9 s                             |                                |                                |
| Kraftstoffverbrauch auf 100 km (kombiniert) | 6,6 l Super                       | 6,6 l Super                       | 7,3 l Super (7,9 l Super)         | 7,1 l Super (7,8 l Super)      | 7,1 l Super                    |
| Leergewicht                                 | 1630–1646 kg                      | 1630–1646 kg                      | 1675–1709 kg (1784 kg)            | 1710 kg (1774 kg)              | 1710 kg                        |
| Tankinhalt                                  | 55 l                              | 55 l                              | 57 l                              | 55 l                           | 55 l                           |
| Abgasnorm                                   | China VI                          | China VI                          | China V                           | China VI                       | China VI                       |

Werte in runden Klammern gelten für Modelle mit Allradantrieb.